# Erdős György (újságíró)
Erdős György álneve Szilveszter György (Arad, 1901. december 11. – Arad, 1979. december 7.) újságíró, szerkesztő, műfordító.

## Életútja
Gimnáziumi tanulmányait a magyarországi Mezőtúron fejezte be, Németországban és Dániában járt tanulmányúton. Újságírói pályáját az Aradi Hírlapnál kezdte, majd Budapesten a Dunaposta távirati iroda (1921–22), Az Üzlet című közgazdasági napilap (1923–24) és a Pesti Napló belső munkatársa; 1926-tól Aradon az Erdélyi Híradónál dolgozott, 1929-ben a Városi és Falusi Dolgozók Blokkja megbízásából alapított A Nap felelős szerkesztője, ennek betiltása után az Aradi Reggel felelős szerkesztője és kiadótulajdonosa (1931–37); közben rövid életű irodalmi és művészeti lapokat (Kút, Rivalda, Szeptember) is szerkesztett. Walter Hasenclever és Rainer Maria Rilke prózai írásait fordította a Keleti Újság számára (1921), Caragiale-novellafordításait az 1952-ben megjelent háromkötetes centenáriumi Caragiale-kiadás közölte. Önálló munkája: Lapzárta előtt (színmű, 1951).